# Daniel Biasone
Daniel Biasone (22 de febrer de 1909 - 25 de maig de 1992) va ser el propietari i fundador dels Syracuse Nationals, un equip de l'NBA actualment conegut com els Philadelphia 76ers. Biasone, que va emigrar durant la seva infantesa als Estats Units procedent d'Itàlia, és conegut principalment per haver introduït el rellotge de tir pel bàsquet. Va ser inclòs com a membre al Basketball Hall of Fame pòstumament l'any 2000 per les seves contribucions a aquest esport.
Tot i que no va inventar el rellotge de tir, va donar molt suport a la seva introducció al bàsquet professional, i va aconseguir que l'NBA l'adoptés l'any 1954. Fou responsable també de la decisió que el rellotge de tir fos de 24 segons, decisió que va prendre basant-se en les seves observacions i experiència. Addicionalment, també va ser un ferm defensor de la regla del camp enrere que es va adoptar el 1953.